# Pic de Baiau
Pic de Baiau är en bergstopp i Andorra, på gränsen till Spanien. Den ligger i den västra delen av landet. Toppen på Pic de Baiau är 2 886 meter över havet. Pic de Baiau ligger vid sjöarna  Estany Negre och Basses de l'Estany Negre.
Den högsta punkten i närheten är Pic de Medécourbe, 2 914 meter över havet, 1,1 kilometer norr om Pic de Baiau.
Trakten runt Pic de Baiau består i huvudsak av kala bergstoppar och gräsmarker.